# アルフレート・シュニトケ
アルフレート・ガリエヴィチ・シュニトケ（ドイツ語: Alfred Schnittke, ロシア語: Альфре́д Га́рриевич Шни́тке, ラテン文字表記例: Alfred Garyevich Schnittke, 1934年11月24日 - 1998年8月3日）は、ソビエト連邦のドイツ・ユダヤ系作曲家。

## 人物・来歴
ヴォルガ・ドイツ人自治共和国のエンゲリスに生まれる。
ジャーナリストおよび翻訳家の父親は、1926年にヴァイマル共和国からソビエト連邦に移住してきたフランクフルト出身のユダヤ系ドイツ人で、母親はいわゆるヴォルガ・ドイツ人。このためシュニトケは、少年時代からドイツ語を使う家庭環境に育つ（ただし母語はヴォルガ・ドイツ方言であった）。
1946年に父親の赴任地ウィーンで最初の音楽教育を受ける。1948年にモスクワに転居。1961年にモスクワ音楽院を卒業し、翌1962年から1972年まで講師を務めた。その後は主に映画音楽の作曲により糊口をしのぐ。後にカトリックに改宗し、信仰心が作風の変化に影響を与えるが、合唱協奏曲に明らかなように、シュニトケ自身は共産革命を経ても猶ロシアに根付いているロシア正教会の力強い神秘主義に親近感を持っていた。
シュニトケは、いわゆる「フルシチョフの雪どけ」の時代に青春を過ごし、西側から大挙して押し寄せてきた、現代音楽や実験音楽の渦に巻き込まれている。このため初期のシュニトケは、ソ連当局が推奨する伝統的な作曲手法に飽き足らなくなり、新ウィーン楽派やストラヴィンスキーなどの影響のもとに激しい表現衝動を飛翔させ、無調、拍節感の放棄、12音技法、特殊奏法の多用、極端なポリフォニー、打楽器的な効果、新しい記譜法が取り入れられている。このため、しばしばソ連官僚によって恰好の攻撃対象に選ばれた。交響曲第1番はソ連作曲家連盟から実際に糾弾され、1980年に同連盟を棄権してからは一切の出国が禁じられた。
1985年には脳血管発作に倒れ、昏睡に陥った。たびたび医師に死を宣告されながらも、奇跡的に回復して、作曲活動を続けた。1990年にロシアを去ってハンブルクに定住するが、相変わらず健康に優れず、1994年の脳血管発作によりほぼ全身が麻痺して、ほとんど作曲ができなくなった。1997年にはいくつかの小品が創られたが、1998年8月3日に、何度かの脳卒中の後に他界した。63歳没。交響曲第9番は未完成のまま遺された。
晩年には、プロコフィエフの未完作品「チェロと管弦楽のためのコンチェルティーノ」Op.132を、プロコフィエフ研究家のウラジーミル・ブロークと共に補筆している。

## 作風
シュニトケの最初期の作品はショスタコーヴィチの影響を示しているが、イタリアの作曲家ルイジ・ノーノのソ連訪問後は、「ピアノと室内オーケストラのための音楽」（1964年）に見られるように、セリー技法が採用された。だが間もなく、本人の言によると「セリーによる自己否定というお年ごろの儀式」に飽き足らなくなり、「多様式」と呼ばれる新しい作曲様式に突き進んだ。多様式による作品では、新旧の作曲様式による音楽が、きわめて密接して積み重ねられていく。シュニトケはかつて「私の生涯の目標は、芸術音楽と軽音楽の統一なのです。そうしたら、たとえ私の首が折れてしまうとしても」と記したが、これは70年代の流行をいち早く察知し、自らがそれを最上の形で表明したことへの自信でもあった。
多様式の萌芽は、ヴァイオリン・ソナタ第2番「幻想曲風に」（1967年～1968年）において認められ、十二音技法で作曲されているが、シェーンベルクやヴェーベルンの例では禁則とされた、3度・6度といった協和音程や、協和音のアルペッジョが、音列の中に使われている。その一方で、ほとんどの楽曲素材が映画音楽の転用であり、シュニトケの作曲様式の発展において映画音楽の影響力が歴然と示されている。また当時テープ音楽からの影響を強く受け、オーバーダブを用いて擬似無限カノンを作り出す極めて個性的な音色を発案する。この技法は後にバレエ音楽「ペール・ギュント」の終結部に使われた。また前衛の時代では忌み嫌われた絶対音楽の命名法にも向かい、叙事的な交響曲第1番（1969年-1972年）や合奏協奏曲第1番（1977年）において発展を続けた。後者では調性さえ復活されており、この作品によって世界的に注目される。一方の、亡き母を偲んで作曲されたピアノ五重奏曲（1972年-1976年）のような作品では、むしろ統一された作曲様式が採られている。
1980年代になると、シュニトケの音楽は国外でもLPリリースで広く知られるようになった。これは、ギドン・クレーメルやマルク・ルボツキーのような亡命音楽家のおかげであるが、ペレストロイカやグラスノスチの恩恵を良いタイミングで被ってもいる。この時期は体調が優れず、しばしば病中にありながらも大曲の創作を続け、弦楽四重奏曲第2番（1980年）と同第3番（1983年）、弦楽三重奏曲（1985年）、ファウスト・カンタータ、バレエ音楽「ペール・ギュント」（1985年-1987年）、交響曲第3番（1981年）、同第4番（1984年）、同第5番（合奏協奏曲 第4番）（1988年）、ヴィオラ協奏曲（1985年）、チェロ協奏曲 第1番（1985年-1986年）が作曲された。この時期の最後に、BIS社から全作品録音プロジェクトが決定される。
健康がさらに衰えるにつれて、シュニトケの作品は、多様式の外面的な部分の多くを切り捨て、より内面的で打ち沈んだ調子に閉じこもるようになる。弦楽四重奏曲第4番（1989年）、交響曲第6番（1992年）、同第7番（1993年）、同第8番（1994年）はその好例といえよう。この段階の作風について、ショスタコーヴィチの二番煎じではないのかと疑問視する意見も上がったものの、ジェラルド・マックバーニー Gerald McBurney のような研究家からは、「これらの後期作品こそ、シュニトケの全作品のうちで最も影響力を持っている」と断言されている。交響曲第9番（1996年-1997年）は、シュニトケが脳卒中の発作と戦いながら最後には左手だけで書いた絶筆で、3楽章までの解読困難なスコアが残された。知人の作曲家アレクサンドル・ラスカートフにより解読・再構成され、2007年6月16日にドレスデンで初演された。現在出版されており、CDもリリースされている。

## 受賞歴
- 第4回高松宮殿下記念世界文化賞音楽部門 (1992年[6])

## 作品

### 歌劇
- 愚者との生活[7] 台本：ヴィクトル・エロフェーエフ

### 交響曲
- 交響曲第0番
- 交響曲第1番
- 交響曲第2番 《聖フローリアン》
- 交響曲第3番
- 交響曲第4番
- 交響曲第5番　  (合奏協奏曲第4番)
- 交響曲第6番
- 交響曲第7番
- 交響曲第8番
- 交響曲第9番

### 管弦楽曲
- ピアニッシモ (1968)
- イン・メモリアム (1978) （ピアノ五重奏曲の管弦楽版）
- パッサカリア (1980)
- ゴーゴリー組曲 (1980)
- 交響的前奏曲 (1994)
- 4つのリヴァプール (1994)
- 合奏協奏曲第1番 (1977)
- 合奏協奏曲第2番 (1982)
- 合奏協奏曲第3番 (1985)
- 合奏協奏曲第4番 (1988)
- 合奏協奏曲第5番 (1991)
- 合奏協奏曲第6番 (1993)

### 協奏曲
- ヴァイオリン協奏曲第1番 (1957)
- ヴァイオリン協奏曲第2番 (1966)
- ヴァイオリン協奏曲第3番 (1978)
- ヴァイオリン協奏曲第4番 (1984)
- チェロ協奏曲第1番 (1986)
- チェロ協奏曲第2番 (1990)
- ヴィオラ協奏曲 (1985)
- ヴィオラと弦楽のためのモノローグ (1989)
- オーボエ、ハープと弦楽のための協奏曲 (1971)

#### ピアノ協奏曲
- ピアノと室内管弦楽のための音楽 (1978)
- ピアノと弦楽のための協奏曲 (1979)

### 合唱曲
- オラトリオ「長崎」 (1958)
- 自然の声 (1972)
- レクイエム (1975)
- ミンネザング (1981)
- 冷静に、目を覚ましていよ （ファウスト・カンタータ） (1983)
- 3つの聖なる歌 (1984)
- 合唱協奏曲 (1985)
- 回心の詩篇 (1988)

### 室内楽曲
- ヴァイオリンソナタ第1番 (1979)
- 弦楽四重奏曲第1番 (1966)
- セレナード (1966)
- ヴァイオリン・ソナタ第2番「幻想曲風に」 (1968)
- パガニーニ (1982)